# Оксфорд (Висконсин)
Оксфорд (енгл. Oxford) град је у америчкој савезној држави Висконсин.

## Демографија
По попису из 2010. године број становника је 607, што је 71 (13,2%) становника више него 2000. године.
| Група             | 2000.       | 2010.       |
| Белци             | 510 (95,1%) | 564 (92,9%) |
| Афроамериканци    | 8 (1,5%)    | 3 (0,5%)    |
| Азијати           | 3 (0,6%)    | 8 (1,3%)    |
| Хиспаноамериканци | 10 (1,9%)   | 29 (4,8%)   |
| Укупно            | 536         | 607         |